# José Silveira Machado
José Silveira Machado ComM • OIP • GOIP (São Jorge, Velas, 24 de Outubro de 1918 - Macau, 18 de Novembro de 2007) foi um professor, co-fundador e jornalista do semanário católico "O Clarim", comentador, animador cultural, dirigente desportivo e escritor português, mas radicado na Região Administrativa Especial de Macau.

## Biografia
José Silveira Machado deixou, entre outras coisas, um património escrito invejável, incluindo um guião para cinema e vários livros de História.
Mais conhecido por "o Professor" e também chamado por vezes de "Macaense dos Açores", a vida de José Silveira Machado confunde-se com a própria História de Macau do século XX, onde viveu cerca de 70 anos . Mais concretamente, ele veio para Macau no ano de 1933, onde chegou para estudar no famoso Seminário de S. José, na companhia de outras destacadas personalidades de Macau como Monsenhor Manuel Teixeira e o padre Áureo da Costa Nunes e Castro.
Porém, não sentindo a vocação para ser padre, optou por ser funcionário público, profissão que exerceu desde Janeiro de 1941 na então chamada Repartição da Fazenda do Concelho de Macau. Em 1948, ele foi transferido para os Serviços de Economia. Casou em 1946 com Margarida Maria Botelho e, com este casamento, teve 4 filhas. Em 1974, José Silveira Machado aposentou-se e foi para Lisboa. Estava infelicissimo em Portugal, ele gostava de Macau. Porém, acabou por regressar a Macau em 1976 para iniciar a carreira de docente na Escola Comercial Pedro Nolasco, no Colégio Dom Bosco e no Centro de Formação dos Serviços de Educação.
Durante a sua longa vida em Macau, foi, entre outras coisas, co-fundador e assíduo colaborador do semanário O Clarim, sócio fundador do Círculo Cultural de Macau, presidente da Comissão de Árbitros de Macau e vice-presidente do Comité Olímpico de Macau. De 2003 até 2007, ele foi um Conselheiro das Comunidades Portuguesas pelo círculo eleitoral de China/Japão/Tailândia, juntamente com José Maria Pereira Coutinho e Mário Gabriel.
Quando faleceu em 2007, não visitava Portugal há cerca de 17 anos e costumava dizer que, se aterrasse em Lisboa, era capaz de se perder em cinco minutos.
Faleceu em Macau, no Centro Hospitalar Conde de São Januário e foi sepultado no cemitério de São Miguel Arcanjo.

## A obra
Ao longo da sua carreira como jornalista, colaborou na Voz de Macau, na Revista Renascimento, no O Clarim, na Comunidade, no Boletim Informativo de Macau e foi também correspondente do Diário da Manhã e da Revista Cinema Plateia.
Escreve o guião para o 1º filme realizado em Macau
- Filme Caminhos Longos (1956)[carece de fontes?]

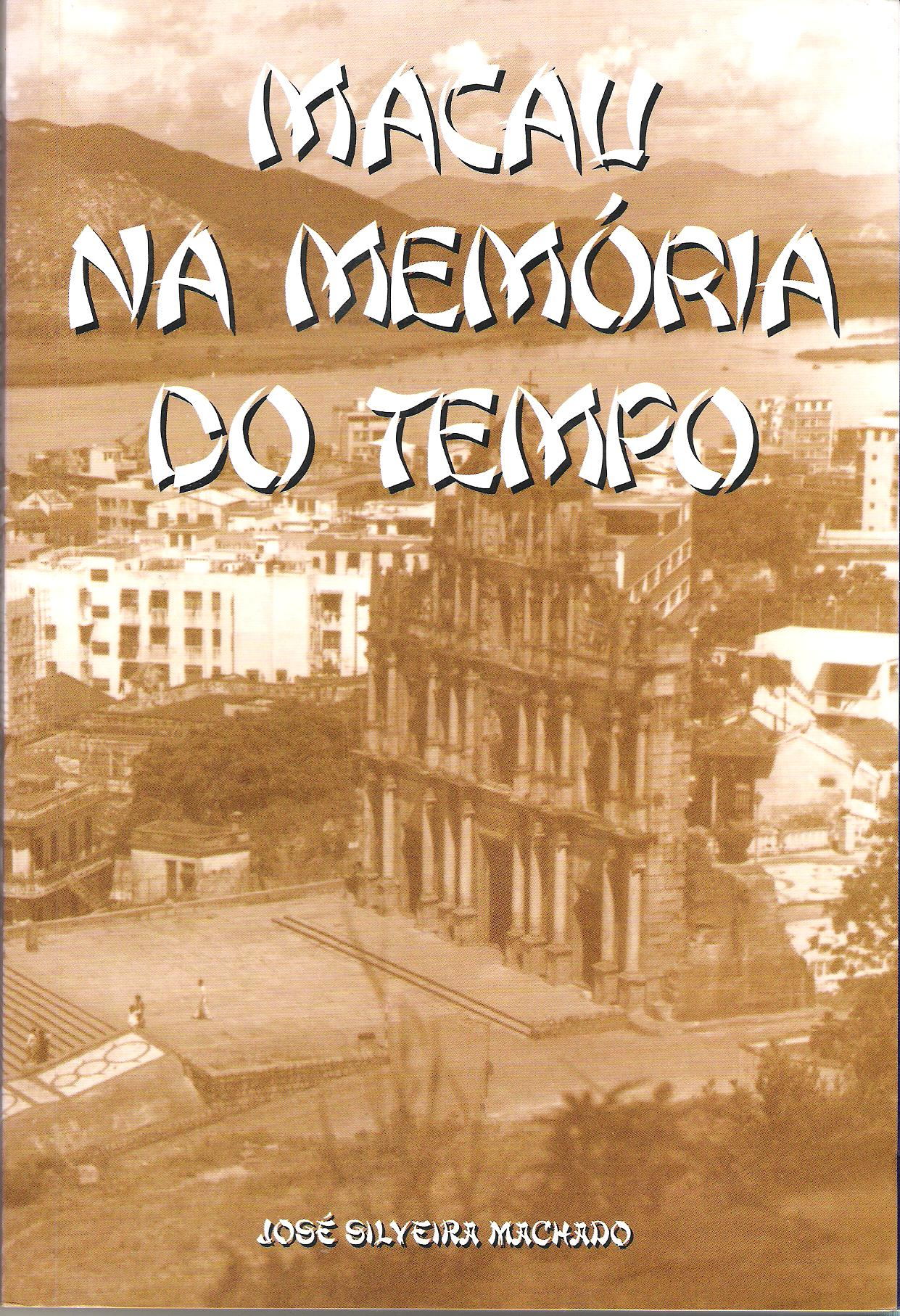
Livro: Macau na Memória do Tempo - 2002

Fluente em cantonense, o dialecto chinês que se fala em Macau e no sul da China, José Silveira Machado escreveu diversos livros como:
- Macau, Sentinela do Passado [5] (prosa),1956
- Rio das Pérolas [6] (poemas),1993
- Macau, Mitos e Lendas (contos), 1998[carece de fontes?]
- Duas Instituições Macaenses [7] (sobre a Associação Promotora da Instrução dos Macaenses e a Escola Comercial Pedro Nolasco), 1998
- Macau na Memória do Tempo [8], 2002
- O Outro lado da Vida [9],» (retrato social de Macau), 2005.

Este seu último livro, lançado em Outubro de 2005, com 87 anos, é uma obra que reúne textos e comentários por si publicados ao longo dos anos da sua ligação com o O Clarim e tem por tema principal o "lado preto da vida" – o das "crianças que morrem de fome, doentes, pobres, drogados, desempregados ou imigrantes". Com a publicação deste livro, o autor, um católico convicto, quis lançar um apelo à preservação e divulgação da cultura portuguesa em Macau e dos sectores marginalizados e esquecidos da sociedade.
Segue-se um poema da autoria de José Silveira Machado:
Em grades de ferro
te prenderam por amor
Em grades de ferro
esmagaram a tua dor
As grades não prendem
O voar do pensamento
As grades não seguram
a distância do vento
No encanto dessa idade
há de haver felicidade
p´los cristais da quimera
Há de entrar primavera

## Condecorações[10]

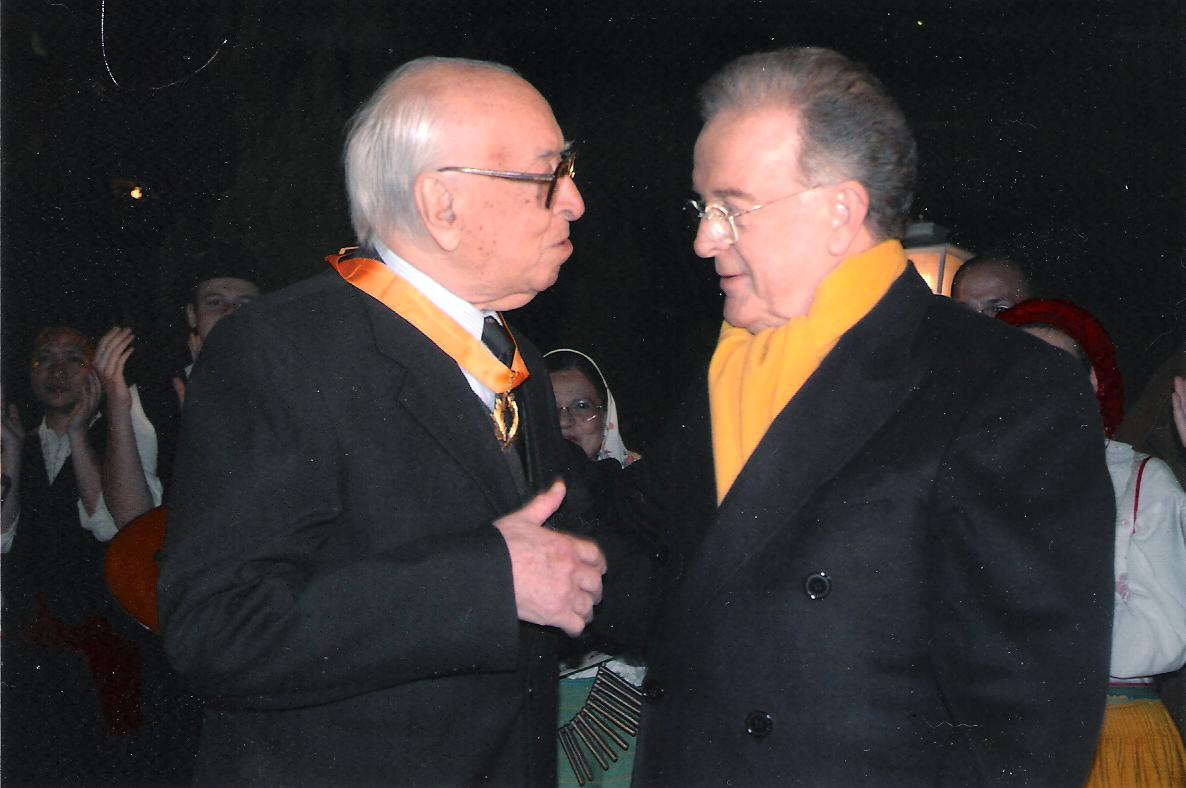
José Silveira Machado, condecorado com a Ordem de Instrução Pública grau de Grande-Oficial, em Macau a 17-01-2005 pelo Presidente da República Jorge Sampaio

A sua actividade cívica e a sua defesa da língua portuguesa em Macau valeu-lhe várias condecorações:

### Governo de Macau
- Medalha de Mérito Desportivo de Macau (classe de prata) [11], 1980
- Medalha de Mérito Cultural [12], 1995

### Governo de Portugal
- Oficial da Ordem da Instrução Pública (26 de Abril de 1978)
- Comendador da Ordem do Mérito (9 de Junho de 1999)
- Grande-Oficial da Ordem da Instrução Pública[13] (11 de Janeiro de 2005), esta última pelo então Presidente português Jorge Sampaio, em Macau

## A memória
A morte de José Silveira Machado foi considerada uma “enorme perda” pela comunidade de Macau em geral, mas mais concretamente pelas comunidades portuguesa e macaense . Para muitos, ele era um homem e professor culto, generoso e apaixonado pela vida e por Macau, dando um contributo muito grande a várias gerações de alunos. Mesmo depois de deixar as salas de aula, ele continuou a cultivar as suas tertúlias literárias e as suas discussões com amigos sobre várias questões relacionadas com a vida, a sociedade e a literatura.
Muito ligado a Macau, à juventude, à comunidade, ao desporto, ao turismo, ao jornalismo, à educação e à cultura, José Silveira Machado é muitas vezes recordado pelos seus muitos amigos. O Padre Albino Bento Pais, actual director do semanário O Clarim, destacou que Silveira Machado “fazia amizades facilmente com todos, era disciplinado e um defensor de valores humanistas em resultado da sua formação católica que o marcou para sempre”.